# Merianstraße (Frankfurt am Main)
Die Merianstraße ist eine Straße in Frankfurt am Main, die sich im Stadtteil Nordend befindet.

## Verlauf
Die Straße beginnt im Südosten unmittelbar am Merianplatz. Beide sind nach der aus Basel stammenden Künstlerfamilie Merian benannt, die in Frankfurt einen Verlag besaß. Von Matthäus Merian dem Älteren stammt der 1628 erschienene Kupferstich „Plan Frankfurts aus der Vogelschau“, der die Frankfurter Bebauung und ihre Befestigungsanlagen zeigt.
Am Merianplatz befindet sich eine gleichnamige U-Bahn-Station der Linie U4. Auf ihrem Weg in Richtung Nordwesten kreuzt die Merianstraße die Elkenbachstraße, die Gaußstraße, die Feststraße und den Bäckerweg, bevor sie an der Friedberger Landstraße endet.

## Historische Daten
Die Straße entstand Mitte des 19. Jahrhunderts. Auf dem Ulrich-Plan von 1819 ist der heutige östliche Straßenabschnitt als ein Feldweg am südlichen Rand der Bornheimer Heide dargestellt (der westliche Straßenabschnitt befindet sich außerhalb der Kartendarstellung). Der Ravenstein-Plan von 1861 zeigt in diesem Bereich zwei namenlose Straßenabschnitte: eine kurze Stichstraße an der Friedberger Landstraße sowie eine längere Straße von der heutigen Gaußstraße bis zum Musikantenweg. Der letztere Teilstück gehört heute mehrheitlich zum Merianplatz sowie ab der Berger Straße bis Musikantenweg zur Hegelstraße. Die geometrische Straßenregulierung mit Verbreiterung und Verbindung beider Straßenabschnitte war auf dem Plan angedeutet. Die Bebauung bestand damals aus einzelnen freistehenden Gebäuden.
Am 18. September 1848 wurden an der heutigen Merianstraße im Bereich der heutigen Straßenkreuzung mit der Elkenbachstraße bei einem Volksaufstand zwei Abgeordnete der Frankfurter Nationalversammlung, General Hans von Auerswald und Fürst Felix von Lichnowsky, erschossen. Auslöser war die Zustimmung der Nationalversammlung zum Waffenstillstand im preußisch-dänischen Krieg.
Ab den 1880er Jahren besteht die Straße in der annähernd heutigen Form, mit beidseitiger, größtenteils geschlossener Blockrandbebauung mit Vorgärten. Neben der Wohnnutzung haben sich in der Merianstraße einige kleinere Gewerbebetriebe angesiedelt, wie z. B. unter der Hausnummer 18–22 die seit 1869 bestehende Frankfurter Central Dampf Molkerei Heinrich Kleinböhl, die noch in den 1940er Jahren als Milchversorgung Frankfurt am Main bestand. Das ehemalige, nunmehr überwiegend unbebaute Firmengelände wird derzeit (2015) durch ein Speditionsunternehmen genutzt. 1908 wurde in der Merianstraße das Unternehmen Frankfurter Spezialfabrik für Babyschuhe, J. & C.A. Schneider gegründet, das nach dem Umzug in die Mainzer Landstraße 1914 zur weltgrößten Hausschuhfabrik wurde und 1938 enteignet wurde.
1957 mietete der Maler Karl Lorenz Kunz (1905–1971) ein Atelier an der Merianstraße.

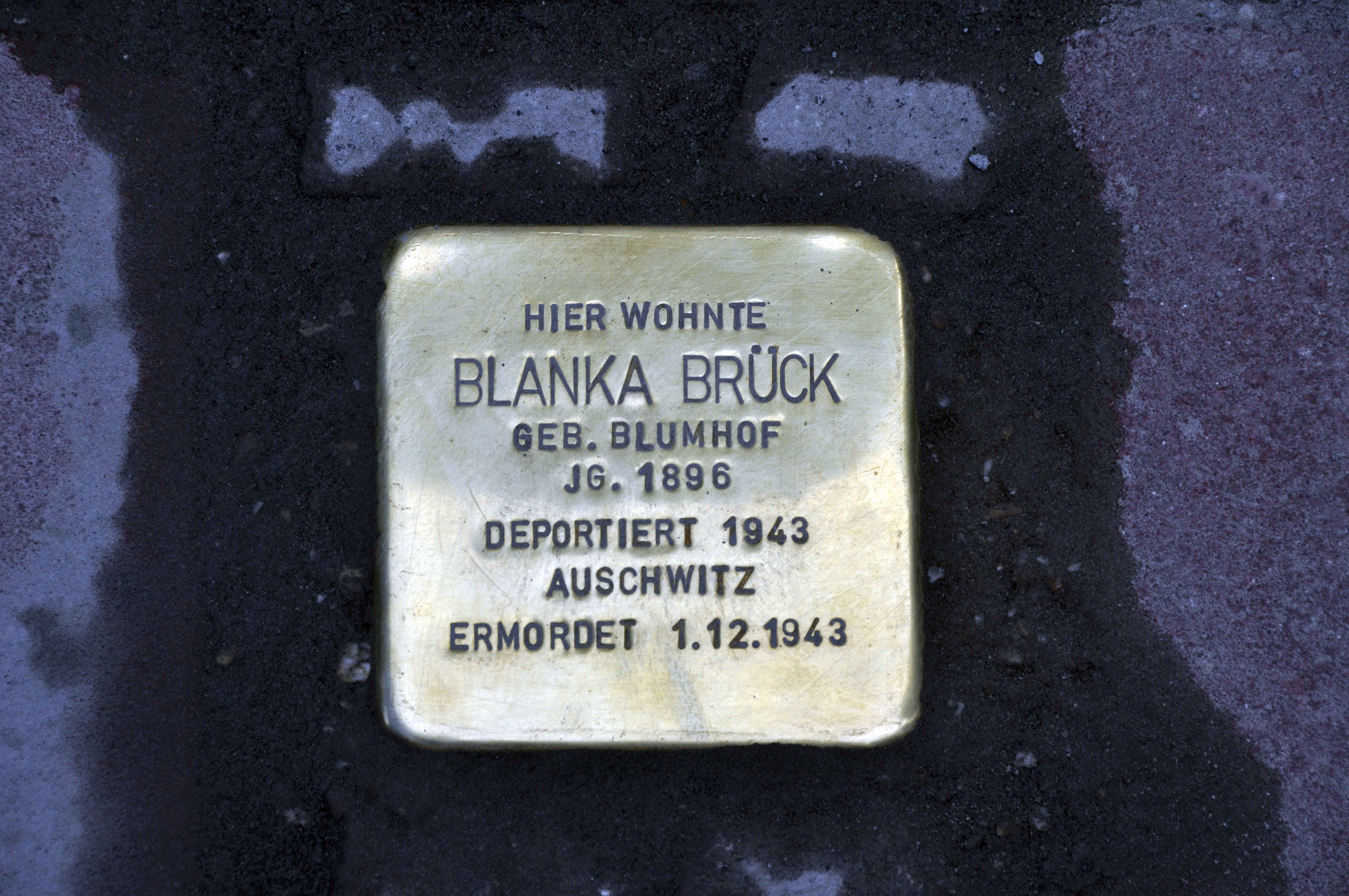
Stolperstein für Blanka Brück vor dem Haus Merianstraße 39

2012 wurde vor dem Haus Nummer 39 ein Stolperstein im Gedenken an die Jüdin Blanka Brück geb. Blumhof (1896–1943) angebracht, die am 20. September 1943 ins KZ Auschwitz deportiert und dort am 1. Dezember 1943 ermordet wurde. Ihr katholischer Ehemann Karl-August Brück war Mitbegründer der Rolladenfabrik Brück & Schultheiss, die sich in der Merianstraße 39 befand. Sowohl seine Werkstatt als auch seine sich im selben Haus befindende Wohnung wurden bei dem Luftangriff am 29. Januar 1944 zerstört.

## Trivia
Der 2008 erschienene Roman Merianstraße handelt von einer Wohngemeinschaft in der Frankfurter Merianstraße.